# Christophe Galtier
Christophe Galtier (Marsella, 23 de agosto de 1966), conocido también por su apodo Galette, es un exfutbolista y entrenador francés. Actualmente dirige al Neom S. C. de la Liga Profesional Saudí.

## Trayectoria como jugador
En su etapa como futbolista, Galtier ocupaba la demarcación de defensa. Debutó a nivel profesional con el Olympique de Marsella en 1985, con el que fue dos veces finalista de la Copa de Francia, antes de probar suerte en el Lille OSC y el Toulouse FC, jugando tres años en estos equipos; para posteriormente pasar al Angers SCO y al Nîmes Olympique, donde sólo permaneció una temporada. Regresó al Olympique de Marsella y finalmente concluyó su carrera en el extranjero, jugando en el AC Monza de Italia y el Liaoning Yuandong de China antes de colgar las botas en 1999.
Asimismo, Galtier también fue internacional en 6 ocasiones con la selección de fútbol sub-21 de Francia, conquistando la Eurocopa sub-21 en 1988. Sin embargo, nunca llegó a jugar con la selección absoluta.

## Trayectoria como entrenador
Olympique de Marsella
Galtier comenzó su trayectoria como técnico en 1999, en el Olympique de Marsella. Allí fue asistente de Bernard Casoni y de Abel Braga, luego entrenador interino junto con Albert Emon; y de nuevo asistente, esta vez al lado de Javier Clemente. En el equipo francés, ganó notoriedad por una agresión a un jugador rival, Marcelo Gallardo, en el descanso de un partido contra el Mónaco, siendo suspendido durante seis meses por ello.
Aris Salónica
A finales de 2001, aceptó una oferta de Richard Tardy para ser su ayudante en el Aris de Salónica, reemplazando a Henri Michel en el banquillo y llevando al equipo heleno al noveno puesto en la Liga griega. Dejó el club en mayo de 2002.
Bastia
Rápidamente se incorporó al SC Bastia, nuevamente como asistente; aunque terminaría sus dos años en la entidad corsa haciéndose cargo del equipo de forma provisional tras el cese de Gérard Gili.
Asistente de Alain Perrin
A partir de 2004, Galtier vincularía su carrera a la de Alain Perrin, siendo su asistente durante los cinco años siguientes en varios equipos: Al Ain, Portsmouth, FC Sochaux (que fue campeón de la Copa de Francia), Olympique de Lyon (donde ganaron el doblete: Ligue 1 y Copa) y, por último, AS Saint-Étienne.
Saint-Étienne

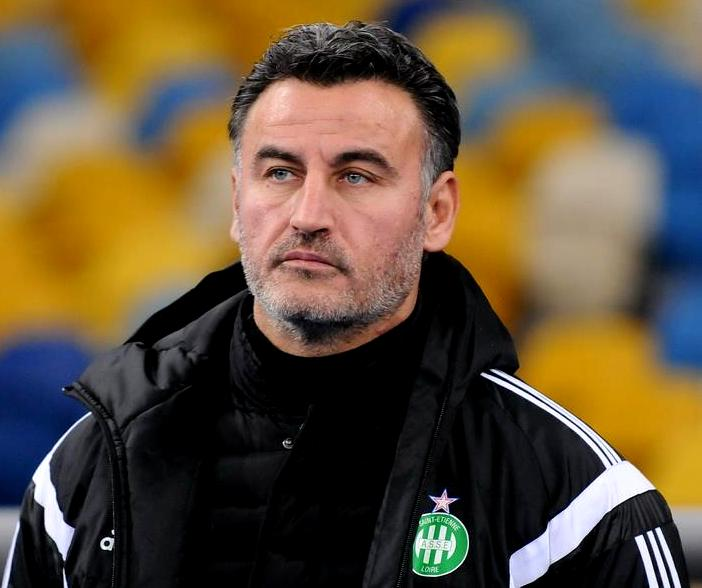
Galtier en 2014.

El 15 de diciembre de 2009, Galtier fue nombrado primer entrenador del AS Saint-Étienne tras la destitución de Alain Perrin. Galtier logró la permanencia de los verdes en la Ligue 1 2009-10 con ocho puntos de ventaja sobre el primer equipo descendido y fue confirmado en su cargo hasta 2011. En las dos siguientes temporadas, el Saint-Étienne fue escalando posiciones en la clasificación, por lo que renovó su contrato.
En la Ligue 1 2012-13, el Saint-Étienne logró el cuarto puesto (clasificatorio para la Liga Europea 2013-14) y ganó la Copa de la Liga en el 150.º partido de Galtier al mando del equipo francés, logros que sirvieron para que el técnico fuera renovado otra vez. Además, también ganó el premio de entrenador del año en Francia junto con Carlo Ancelotti. En la Ligue 1 2013-14 volvió a dirigir a los verdes al cuarto lugar del campeonato, aunque tuvieron opciones de terminar terceros hasta la última jornada; repitiéndose la misma situación para finalizar quintos en la Ligue 1 2014-15. El equipo no se clasificaba para una competición europea en tres temporadas consecutivas desde 1982. Tras esta buena temporada, volvió a extender su contrato con el club.
En cambio, en la Ligue 1 2015-16, el Saint-Étienne no se mostró tan fiable y terminó el campeonato como sexto clasificado, perdiendo la quinta posición en la última jornada. El estancamiento del equipo parecía confirmarse en la Ligue 1 2016-17, puesto que terminó la primera vuelta en octava posición.
El 9 de mayo de 2017, el Saint-Étienne anunció que Galtier no iba a continuar dirigiendo al equipo en la próxima temporada, antes de terminar el curso dejando al equipo del Loira como octavo clasificado en la Ligue 1. Se marchó siendo el técnico que había permanecido más tiempo al frente del Saint-Étienne desde Robert Herbin (1972-1983).
Lille

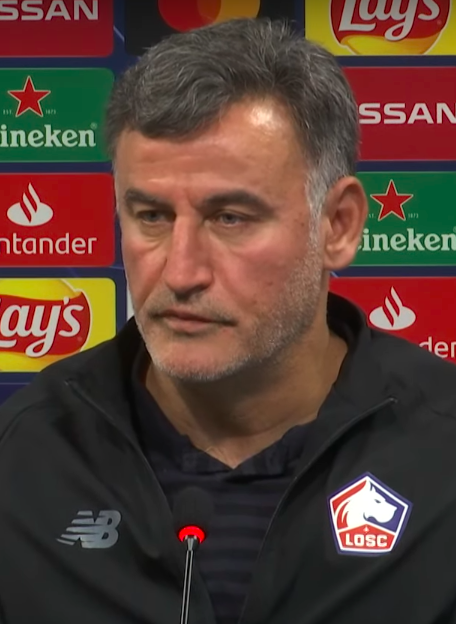
Galtier como entrenador del Lille OSC en 2019.

El 22 de diciembre de 2017, el Lille OSC anunció que había llegado a un principio de acuerdo con Galtier para que este fuera el nuevo entrenador del equipo francés, firmando un contrato de un año y medio de duración a la semana siguiente. Tuvo un debut positivo con su nuevo equipo, ganando sus dos primeros partidos. Aunque el Lille, privado de fichajes en el mercado de invierno por causas económicas, se mantuvo en puestos de descenso durante casi toda la segunda vuelta, estando 11 partidos seguidos sin ganar, finalmente terminó obteniendo la permanencia a falta de una jornada para el final de la Ligue 1 merced a tres victorias consecutivas.
En la temporada 2018-19, y a pesar de que tuvo que desprenderse de algunos de sus mejores futbolistas por razones económicas, el Lille protagonizó un comienzo de temporada muy positivo, situándose como segundo clasificado en solitario tras 9 jornadas de la Ligue 1, posición que mantuvo al término de la primera vuelta del torneo doméstico. El equipo francés, considerado la gran revelación del campeonato, no conseguía unos números tan buenos en la primera parte de la Ligue 1 desde la edición 2013-14. El 14 de enero de 2019, el club anunció la renovación del contrato de Galtier por 2 temporadas más, esto es, hasta junio de 2021. Tres meses después, el 14 de abril, el Lille goleó por 5 a 1 al París Saint-Germain, líder de la Ligue 1 y que no encajaba 5 goles en el torneo nacional desde el año 2000, y consolidó su segunda posición. El 18 de mayo, goleó al Angers SCO (5-0) y se aseguró la segunda posición en la Ligue 1, clasificándose para la fase de grupos de la Liga de Campeones. El Lille, que terminó siendo el equipo menos goleado de la Ligue 1, no jugaba la máxima competición continental desde el año 2012 y no finalizaba entre los 2 primeros de la Ligue 1 desde la edición 2010-11.
En su regreso a la Liga de Campeones de la UEFA, el Lille no tuvo fortuna en el sorteo de la fase de grupos, quedando emparejado con Ajax de Ámsterdam, Chelsea FC y Valencia CF. El elenco de Galtier sólo pudo conseguir un punto en 6 partidos frente a estos 3 equipos, quedando eliminado de toda competición europea. En la Ligue 1, pese a un irregular comienzo de campeonato, terminó la primera vuelta como cuarto clasificado. El 30 de abril de 2020, la Ligue de Football Professionnel dio por terminada la Ligue 1 a causa de la pandemia del coronavirus a falta de 10 jornadas por disputarse, con lo cual el Lille acabó en el cuarto puesto que ocupaba en el momento en el que se suspendió el campeonato, clasificándose para la próxima edición de la Liga Europa.
A pesar de que el Lille tuvo que traspasar algunos de sus mejores jugadores (p.ej.: Victor Osimhen, Gabriel), como ya le había sucedido los 2 años anteriores, la temporada 2020-21 comenzó con unos resultados esperanzadores para el equipo francés, que se situó como líder de la Ligue 1 en la séptima jornada, tras sumar 5 victorias y 2 empates. El Lille terminó el año como segundo clasificado, con 36 puntos en 17 partidos (los mismos que el líder, el Olympique de Lyon), igualando sus mejores números en esta fase de la competición, obtenidos en la temporada 2013-14. En la Liga Europa, el equipo francés fue eliminado por el Ajax de Ámsterdam en dieciseisavos de final; y en la Copa de Francia, cayó contra el París Saint-Germain en octavos de final. Sin embargo, el Lille continuó con su buena marcha en la Ligue 1, sumando 69 puntos en 32 jornadas, su mejor marca histórica desde que se dan 3 puntos por victoria. Finalmente, el 23 de mayo de 2021, tras una victoria contra el Angers SCO por 1 a 2, el Lille se proclamó campeón de la Ligue 1 por cuarta vez en su historia, sumando 83 puntos, su récord en el torneo nacional. Dos días después de la consagración, Galtier anunció que había decidido dejar el cargo de entrenador del Lille.
Niza
El 28 de junio de 2021, el OGC Niza anunció el nombramiento de Galtier como nuevo técnico para las 3 próximas temporadas tras haber llegado a un acuerdo con el Lille OSC referente a la indemnización por el año de contrato que le quedaba con este último club. En su primera campaña en el banquillo del Allianz Riviera, fue subcampeón de la Copa de Francia y terminó quinto en la Ligue 1, clasificándose para la Liga de Conferencia Europa. El 28 de junio de 2022, se anunció su salida del club tras un solo año en el mismo, siendo sustituido por Lucien Favre.
Paris Saint-Germain
El 5 de julio de 2022, fue presentado como nuevo entrenador del Paris Saint-Germain para las dos próximas temporadas, relevando a Mauricio Pochettino. El 31 de julio del mismo año, Galtier ganó su primer título con el conjunto parisino, después de vencer al FC Nantes por un marcador de 4-0 en la Supercopa de Francia. Bajo su dirección, el PSG pasó a octavos de final de la Liga de Campeones tras sumar 14 puntos en la fase de grupos, fruto de 4 victorias y 2 empates en 6 partidos. Asimismo, también fue campeón de invierno de la Ligue 1, aventajando en 3 puntos al Lens. Sin embargo, tras el parón por el Mundial de Catar, el equipo entró en una mala racha de resultados, siendo eliminado en octavos de final de la Copa de Francia por el Olympique de Marsella y también en octavos de final de la Liga de Campeones por el Bayern de Múnich. Después, el 27 de mayo de 2023, Galtier logró su segundo título de la Ligue 1 como entrenador, haciendo que el PSG obtenga también su 11º entorchado, de modo que se convertía en el equipo más laureado de la historia de la competición. Asimismo, Galtier se convirtió en el quinto entrenador de la historia de la liga francesa que gana el título con 2 equipos diferentes, después de Albert Batteux, Lucien Leduc, Gérard Houllier y Laurent Blanc. Sin embargo, el 5 de julio de 2023, cuando se cumplía un año exacto de su llegada al banquillo del Parc des Princes, llegó a un acuerdo con el club para rescindir su contrato.
Al-Duhail SC
El 12 de octubre de 2023, sustituyó a Hernán Crespo en el banquillo del Al-Duhail SC de Catar. Tras una difícil primera temporada, ganó su primer trofeo en suelo árabe, la Copa de las Estrellas, en diciembre de 2024. A finales de mayo de 2025, se anunció su salida del club catarí.
Neom SC
El 5 de julio de 2025, fue anunciado como entrenador del Neom S. C. de Arabia Saudí.

## Clubes y estadísticas

### Como jugador
| Club                  | País    | Año       | Partidos | Goles |
| --------------------- | ------- | --------- | -------- | ----- |
| Olympique de Marsella | Francia | 1985-1987 | 52       | 0     |
| Lille OSC             | Francia | 1987-1990 | 93       | 0     |
| Toulouse FC           | Francia | 1990-1993 | 82       | 0     |
| Angers SCO            | Francia | 1993-1994 | 33       | 1     |
| Nîmes Olympique       | Francia | 1994-1995 | 21       | 0     |
| Olympique de Marsella | Francia | 1995-1997 | 62       | 0     |
| AC Monza              | Italia  | 1997-1998 | 24       | 0     |
| Liaoning Yuandong     | China   | 1998-1999 | 23       | 0     |

### Como asistente
| Club                  | País                   | Año       |
| --------------------- | ---------------------- | --------- |
| Olympique de Marsella | Francia                | 1999-2001 |
| Aris Salónica         | Grecia                 | 2001-2002 |
| SC Bastia             | Francia                | 2002-2004 |
| Al Ain                | Emiratos Árabes Unidos | 2004      |
| Portsmouth            | Inglaterra             | 2005      |
| FC Sochaux            | Francia                | 2006-2007 |
| Olympique de Lyon     | Francia                | 2007-2008 |
| AS Saint-Étienne      | Francia                | 2008-2009 |

### Como entrenador
| Equipo                      | Div.                | Temporada           | Liga  | Liga | Liga | Liga | Liga |       | Copa | Copa | Copa | Copa  |    | Internacional | Internacional | Internacional | Internacional | Internacional |   | Otros | Otros | Otros | Otros |     | Totales     | Totales | Totales | Totales | Totales | Totales | Totales | Totales |
| Equipo                      | Div.                | Temporada           | Part. | G    | E    | P    | Pos. | Part. | G    | E    | P    | Part. | G  | E             | P             | Pos.          | Part.         | G             | E | P     | Part. | G     | E     | P   | Rendimiento | GF      | GC      | Dif.    |         |         |         |         |
| --------------------------- | ------------------- | ------------------- | ----- | ---- | ---- | ---- | ---- | ----- | ---- | ---- | ---- | ----- | -- | ------------- | ------------- | ------------- | ------------- | ------------- | - | ----- | ----- | ----- | ----- | --- | ----------- | ------- | ------- | ------- | ------- | ------- | ------- | ------- |
| AS Saint-Étienne Francia    | 1.ª                 | 2009-10             | 21    | 6    | 7    | 8    | 17.º | 5     | 2    | 1    | 2    | -     | -  | -             | -             | -             | -             | -             | - | -     | 26    | 8     | 8     | 10  | 41.03%      | 27      | 29      | -2      |         |         |         |         |
| AS Saint-Étienne Francia    | 1.ª                 | 2010-11             | 38    | 12   | 13   | 13   | 10.º | 4     | 2    | 0    | 2    | -     | -  | -             | -             | -             | -             | -             | - | -     | 42    | 14    | 13    | 15  | 43.65%      | 49      | 51      | -2      |         |         |         |         |
| AS Saint-Étienne Francia    | 1.ª                 | 2011-12             | 38    | 16   | 9    | 13   | 7.º  | 3     | 1    | 1    | 1    | -     | -  | -             | -             | -             | -             | -             | - | -     | 41    | 17    | 10    | 14  | 49.59%      | 54      | 49      | +5      |         |         |         |         |
| AS Saint-Étienne Francia    | 1.ª                 | 2012-13             | 38    | 16   | 15   | 7    | 5.º  | 9     | 4    | 4    | 1    | -     | -  | -             | -             | -             | -             | -             | - | -     | 47    | 20    | 19    | 8   | 56.03%      | 72      | 39      | +33     |         |         |         |         |
| AS Saint-Étienne Francia    | 1.ª                 | 2013-14             | 38    | 20   | 9    | 9    | 4.º  | 2     | 0    | 1    | 1    | 4     | 2  | 0             | 2             | 4ªR           | -             | -             | - | -     | 44    | 22    | 10    | 12  | 57.58%      | 67      | 42      | +25     |         |         |         |         |
| AS Saint-Étienne Francia    | 1.ª                 | 2014-15             | 38    | 19   | 12   | 7    | 5.º  | 7     | 4    | 1    | 2    | 8     | 1  | 5             | 2             | FG            | -             | -             | - | -     | 53    | 24    | 18    | 11  | 56.6%       | 65      | 44      | +21     |         |         |         |         |
| AS Saint-Étienne Francia    | 1.ª                 | 2015-16             | 38    | 17   | 7    | 14   | 6.º  | 5     | 2    | 1    | 2    | 12    | 5  | 4             | 3             | 1/16          | -             | -             | - | -     | 55    | 24    | 12    | 19  | 50.91%      | 68      | 58      | +10     |         |         |         |         |
| AS Saint-Étienne Francia    | 1.ª                 | 2016-17             | 38    | 12   | 14   | 12   | 8.º  | 3     | 1    | 0    | 2    | 12    | 5  | 5             | 2             | 1/16          | -             | -             | - | -     | 53    | 18    | 19    | 16  | 45.91%      | 56      | 57      | -1      |         |         |         |         |
| AS Saint-Étienne Francia    | Total               | Total               | 287   | 118  | 86   | 83   | -    | 38    | 16   | 9    | 13   | 36    | 13 | 14            | 9             | -             | -             | -             | - | -     | 361   | 147   | 109   | 105 | 50.78%      | 458     | 369     | +89     |         |         |         |         |
| Lille OSC Francia           | 1.ª                 | 2017-18             | 19    | 5    | 4    | 10   | 17.º | 2     | 1    | 0    | 1    | -     | -  | -             | -             | -             | -             | -             | - | -     | 21    | 6     | 4     | 11  | 34.92%      | 29      | 41      | -12     |         |         |         |         |
| Lille OSC Francia           | 1.ª                 | 2018-19             | 38    | 22   | 9    | 7    | 2.º  | 4     | 2    | 0    | 2    | -     | -  | -             | -             | -             | -             | -             | - | -     | 42    | 24    | 9     | 9   | 64.28%      | 71      | 34      | +37     |         |         |         |         |
| Lille OSC Francia           | 1.ª                 | 2019-20             | 28    | 15   | 4    | 9    | 4.º  | 6     | 4    | 1    | 1    | 6     | 0  | 1             | 5             | FG            | -             | -             | - | -     | 40    | 19    | 6     | 15  | 52.5%       | 52      | 50      | +2      |         |         |         |         |
| Lille OSC Francia           | 1.ª                 | 2020-21             | 38    | 24   | 11   | 3    | 1.º  | 3     | 2    | 0    | 1    | 8     | 3  | 2             | 3             | 1/16          | -             | -             | - | -     | 49    | 29    | 13    | 7   | 68.02%      | 84      | 39      | +45     |         |         |         |         |
| Lille OSC Francia           | Total               | Total               | 123   | 66   | 28   | 29   | -    | 15    | 9    | 1    | 5    | 14    | 3  | 3             | 8             | -             | -             | -             | - | -     | 152   | 78    | 32    | 42  | 58.34%      | 236     | 164     | +72     |         |         |         |         |
| OGC Niza Francia            | 1.ª                 | 2021-22             | 38    | 20   | 7    | 11   | 5.º  | 6     | 4    | 1    | 1    | -     | -  | -             | -             | -             | -             | -             | - | -     | 44    | 24    | 8     | 12  | 60.61%      | 59      | 38      | +21     |         |         |         |         |
| OGC Niza Francia            | Total               | Total               | 38    | 20   | 7    | 11   | -    | 6     | 4    | 1    | 1    | -     | -  | -             | -             | -             | -             | -             | - | -     | 44    | 24    | 8     | 12  | 60.61%      | 59      | 38      | +21     |         |         |         |         |
| Paris Saint-Germain Francia | 1.ª                 | 2022-23             | 38    | 27   | 4    | 7    | 1.º  | 3     | 2    | 0    | 1    | 8     | 4  | 2             | 2             | 1/8           | 1             | 1             | 0 | 0     | 50    | 34    | 6     | 10  | 72%         | 120     | 53      | +67     |         |         |         |         |
| Paris Saint-Germain Francia | Total               | Total               | 38    | 27   | 4    | 7    | -    | 3     | 2    | 0    | 1    | 8     | 4  | 2             | 2             | -             | 1             | 1             | 0 | 0     | 50    | 34    | 6     | 10  | 72%         | 120     | 53      | +67     |         |         |         |         |
| Al-Duhail Catar             | 1.ª                 | 2023-24             | 17    | 5    | 3    | 9    | 6.º  | 7     | 4    | 0    | 3    | 4     | 2  | 0             | 2             | FG            | 1             | 0             | 0 | 1     | 29    | 11    | 3     | 15  | 41.38%      | 49      | 54      | -5      |         |         |         |         |
| Al-Duhail Catar             | 1.ª                 | 2024-25             | 22    | 16   | 2    | 4    | 2.º  | 12    | 7    | 4    | 1    | -     | -  | -             | -             | -             | -             | -             | - | -     | 34    | 23    | 6     | 5   | 73.53%      | 72      | 32      | +40     |         |         |         |         |
| Al-Duhail Catar             | Total               | Total               | 39    | 21   | 5    | 13   | -    | 19    | 11   | 4    | 4    | 4     | 2  | 0             | 2             | -             | 1             | 0             | 0 | 1     | 63    | 34    | 9     | 20  | 58.73%      | 121     | 86      | +35     |         |         |         |         |
| Neom Arabia Saudita         | 1.ª                 | 2025-26             | 0     | 0    | 0    | 0    | -    | 0     | 0    | 0    | 0    | -     | -  | -             | -             | -             | -             | -             | - | -     | 0     | 0     | 0     | 0   | 0%          | 0       | 0       | +0      |         |         |         |         |
| Neom Arabia Saudita         | Total               | Total               | 0     | 0    | 0    | 0    | -    | 0     | 0    | 0    | 0    | -     | -  | -             | -             | -             | -             | -             | - | -     | 0     | 0     | 0     | 0   | 0%          | 0       | 0       | +0      |         |         |         |         |
| Total en su carrera         | Total en su carrera | Total en su carrera | 525   | 252  | 130  | 143  | -    | 81    | 42   | 15   | 24   | 62    | 22 | 19            | 21            | -             | 2             | 1             | 0 | 1     | 670   | 317   | 164   | 189 | 55.47%      | 994     | 710     | +284    |         |         |         |         |
| 1. 2. 3.                    |                     |                     |       |      |      |      |      |       |      |      |      |       |    |               |               |               |               |               |   |       |       |       |       |     |             |         |         |         |         |         |         |         |

#### Resumen por competiciones
| Competición                         | Partidos | Ganados | Empatados | Perdidos | %      | Resultado              |
| ----------------------------------- | -------- | ------- | --------- | -------- | ------ | ---------------------- |
| Ligue 1                             | 486      | 231     | 125       | 130      | 56.1%  | Campeón                |
| Copa de Francia                     | 42       | 23      | 7         | 12       | 59.35% | Subcampeón             |
| Copa de la Liga de Francia          | 20       | 8       | 4         | 8        | 46.67% | Campeón                |
| Supercopa de Francia                | 1        | 1       | 0         | 0        | 100%   | Campeón                |
| Liga de fútbol de Catar             | 39       | 21      | 5         | 13       | 58.12% | Subcampeón             |
| Copa del Emir de Catar              | 7        | 5       | 1         | 1        | 76.19% | Semifinales            |
| Copa Príncipe de la Corona de Catar | 2        | 0       | 2         | 0        | 33.33% | Subcampeón             |
| Copa de las Estrellas de Catar      | 10       | 6       | 1         | 3        | 63.33% | Campeón                |
| UAE-Qatar Super Shield              | 1        | 0       | 0         | 1        | 0%     | Subcampeón             |
| Liga Profesional Saudí              | 0        | 0       | 0         | 0        | 0%     | En disputa             |
| Copa del Rey de Campeones           | 0        | 0       | 0         | 0        | 0%     | En disputa             |
| Liga de Campeones de la UEFA        | 14       | 4       | 3         | 7        | 35.71% | Octavos de final       |
| Liga Europea de la UEFA             | 44       | 16      | 16        | 12       | 48.48% | Dieciseisavos de final |
| Liga de Campeones de la AFC         | 4        | 2       | 0         | 2        | 50%    | Fase de grupos         |
| TOTAL                               | 670      | 317     | 164       | 189      | 55.47% | 5 Títulos              |

## Palmarés

### Como jugador
| Título     | Club              | País  | Año  |
| ---------- | ----------------- | ----- | ---- |
| Liga Jia-A | Liaoning Yuandong | China | 1999 |

### Como entrenador
| Título                         | Club                | País    | Año     |
| ------------------------------ | ------------------- | ------- | ------- |
| Copa de la Liga de Francia     | AS Saint-Étienne    | Francia | 2012-13 |
| Ligue 1                        | Lille OSC           | Francia | 2020-21 |
| Supercopa de Francia           | Paris Saint-Germain | Francia | 2022    |
| Ligue 1                        | Paris Saint-Germain | Francia | 2022-23 |
| Copa de las Estrellas de Catar | Al-Duhail           | Catar   | 2024    |

### Distinciones individuales
| Distinción                                      | Año              |
| ----------------------------------------------- | ---------------- |
| Mejor entrenador de la Ligue 1                  | 2013, 2019, 2021 |
| Entrenador francés del año para France Football | 2019, 2021       |